# Eunice Muñoz
Pour les articles homonymes, voir Muñoz.
Eunice Muñoz, née le 30 juillet 1928 à Amareleja (Moura) et morte le 15 avril 2022 à Carnaxide, est une actrice portugaise.
Muñoz est considérée comme l'une des meilleures actrices portugaises de tous les temps,,. Elle a étudié au Conservatoire national portugais, aujourd'hui l'École supérieure de théâtre et de cinéma de Lisbonne (Escola Superior de Teatro e Cinema).
En 2009, l'université d'Évora lui a décerné le titre d'honoris causa. Elle est décédée à l'hôpital de Santa Cruz à Carnaxide le 15 avril 2022, à l'âge de 93 ans.

## Distinctions
- Grand-croix de l'ordre du Mérite du Portugal
- Officier de l'ordre de Sant'Iago de l'Épée

## Filmographie
- 1943 : O Costa do Castelo; de Arthur Duarte (non créditée)
- 1946 : Camões; de José Leitão de Barros
- 1946 : Um Homem do Ribatejo; de Henrique Campos
- 1947 : Os Vizinhos do Rés-do-Chão; de Alejandro Perla
- 1949 : A Morgadinha dos Canaviais; de Caetano Bonucci, Amadeu Ferrari
- 1949 : Ribatejo; de Henrique Campos
- 1950 : Cantiga da Rua; de Henrique Campos
- 1957 : A Continuação da Comédia (TV); de Artur Ramos
- 1959 : O Grande Teatro do Mundo (TV, Sprechrolle); de Artur Ramos
- 1960 : O Cão do Jardineiro (TV); de Artur Ramos
- 1962 : Cenas da Vida de Uma Actriz (série télévisée)
- 1962 : A Dama das Camélias (TV); de Nuno Fradique
- 1963 : O Adorável Mentiroso (TV), de Luís Sttau Monteiro
- 1964 : Os Anjos Não Dormem (TV)
- 1964 : A Recompensa (TV); de Ruy Ferrão
- 1965 : O Trigo e o Joio; de Manuel Guimarães
- 1976 : O Ser Sepulto (TV); de Adriano Nazareth Jr.
- 1980 : Les Brumes de l'aube (Manhã Submersa), de Lauro António
- 1981 : Xarope de Orgiata (TV); de Correia Alves
- 1985 : Arroz Doce (série télévisée)
- 1987 : Mãe Coragem e os Seus Filhos (TV); de João Lourenço
- 1987 : Repórter X; de José Nascimento
- 1988 : Matar Saudades; de Fernando Lopes
- 1988 : Baton (TV); de Artur Ramos
- 1988 : Este Tempo (Tempos Dificeis); de João Botelho
- 1989 : Luísa e os Outros (TV); de Alfredo Tropa
- 1990 : A Morgadinha dos Canaviais (TV-Mehrteiler)
- 1992 : Passa Por Mim no Rossio (TV); de Fernando Ávila
- 1993 : A Banqueira do Povo (série télévisée)
- 1993–1996 : Nico d’Obra (série télévisée)
- 1994 : O Tempo e o Quarto (TV); de João Lourenço (geb.1944), Vera San Payo de Lemos
- 1995 : Tordesilhas – O Sonho do Rei (TV); de Walter Avancini
- 1996 : A Fachada; de Júlio Alves
- 1998 : Rei Lear (TV)
- 1999–2000 : Todo o Tempo do Mundo (série télévisée)
- 2000 : Almeida Garrett (TV-Mehrteiler)
- 2001 : Porto dos Milagres (série télévisée)
- 2001 : Olhos de Água (série télévisée)
- 2002 : Sonhos Traídos (série télévisée)
- 2003 : Coração Malandro (série télévisée)
- 2004–2005 : Mistura Fina (série télévisée)
- 2005 : Dei-te Quase Tudo (série télévisée)
- 2007 : Ilha dos Amores (série télévisée)
- 2008 : Entre os Dedos; de Tiago Guedes, Frederico Serra
- 2008–2009 : Olhos nos Olhos (série télévisée)
- 2009 : Equador (série télévisée)
- 2010–2011 : Mar de Paixão (série télévisée)
- 2012 : O Cerco a Leningrado (TV); de Celso Cleto
- 2012 : A Casa das Mulheres (TV); de João Cayatte

## Théâtre
- 1941 - Vendaval
- 1942 - Raparigas Modernas
- 1943 - Riquezas da Sua Avó
- 1943 - Frei Luís de Sousa
- 1944 - Labirinto
- 1944 - A Portuguesa
- 1944 - João Ratão
- 1945 - A Casta Susana
- 1945 - Chuva de Filhos
- 1946 - Cuidado com a Bernarda!
- 1947 - A Noite de 16 de Janeiro
- 1949 - Outono em Flor

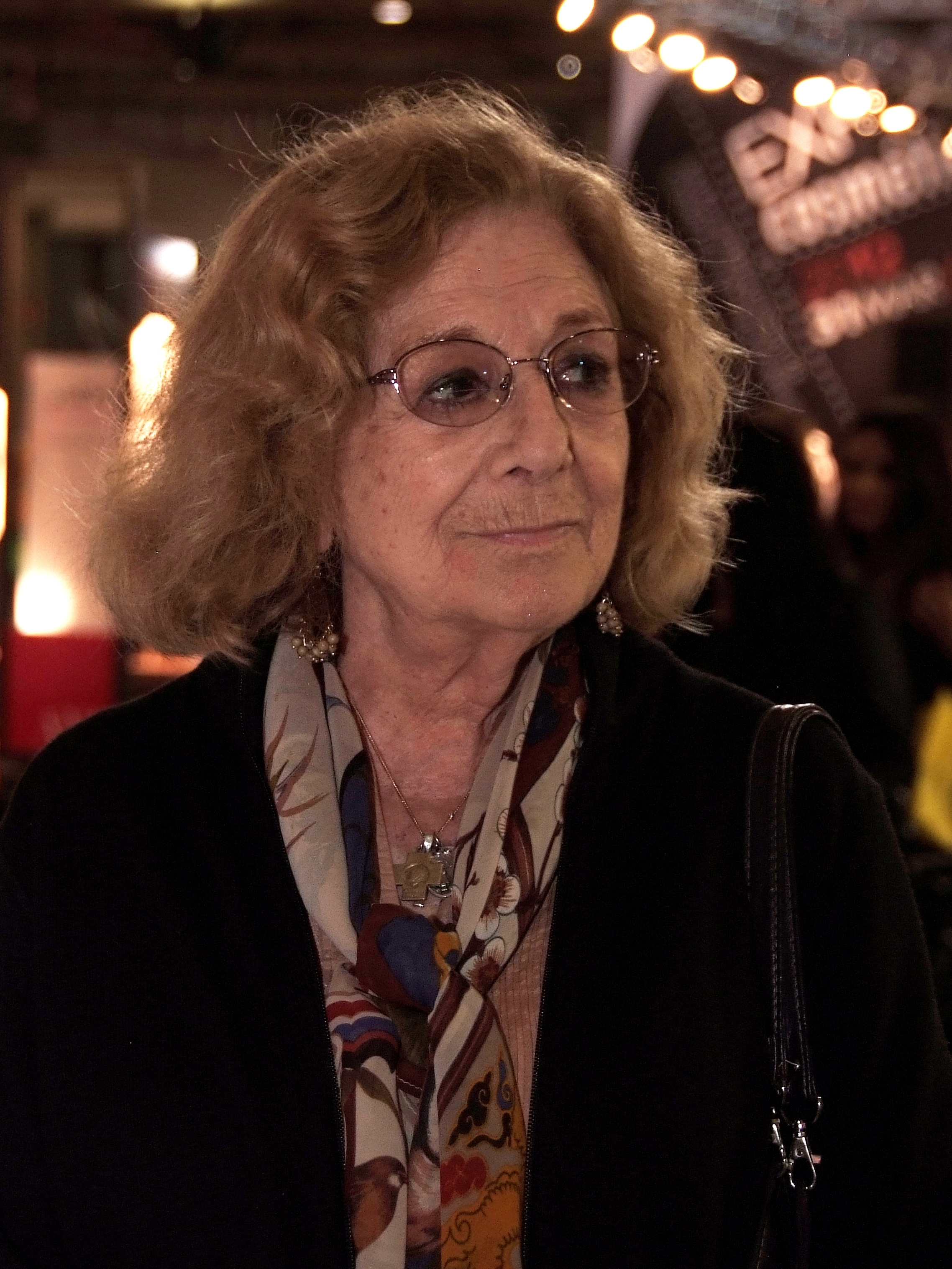
Eunice Muñoz en 2012.

- 1950 - Disco Voador - Teatro Maria Vitória
- 1950 - Ninotchka - Teatro Maria Vitória
- 1950 - O Padre Piedade - Teatro Maria Vitória
- 1951 - A Loja da Esquina
- 1951 - Multa Provável - Teatro Ginásio
- 1951 - A Menina está Louca - Teatro Ginásio
- 1951 - O Sr. Juiz - Teatro Ginásio
- 1951 - A Casca de Laranja - Teatro Ginásio
- 1951 - João da Lua - Teatro da Trindade
- 1955 - L’Alouette
- 1956 - Joana d'Arc au Teatro Avenida
- 1957 - A Continuação da Comédia
- 1957 - Noite de Reis
- 1958 - Um Serão nas Laranjeiras
- 1959 - Os Pássaros de Asas Cortadas
- 1960 - O Pomar das Cerejeiras
- 1961 - O Cão do Jardineiro
- 1961 - Três em Lua de Mel - Teatro Variedades[5]
- 1962 - Os Direitos da Mulher
- 1963 - O Milagre de Ann Sullivan au Teatro Avenida
- 1963 - O Adorável Mentiroso
- 1964 - Mary, Mary
- 1964 - Os Anjos Não Dormem
- 1965 - Lições de Matrimónio
- 1965 - O Homem Que Fazia Chover
- 1965 - O Cão do Jardineiro
- 1966 - As Raposas
- 1966 - Verão e Fumo
- 1967 - Fedra
- 1967 - Édipo de Alfama
- 1967 - Deliciosamente Louca
- 1967 - O Ídolo
- 1969 - Oração
- 1969 - Os Dois Verdugos
- 1970 - Dois Num Baloiço
- 1970 - A Voz Humana
- 1971 - O Duelo
- 1971 - A Salvação do Mundo
- 1972 - As Criadas
- 1974 - A Maluquinha de Arroios
- 1976 - O Ser Sepulto
- 1976 - Os Amantes Pueris
- 1980 - Hamlet
- 1981 - Portugal e os Seus Poetas
- 1982 - Gin Game
- 1983 - Play
- 1984 - As Memórias de Sarah Bernhardt
- 1985 - "O parque" - au Teatro Cornucópia
- 1986 - Mãe Coragem e os Seus Filhos - au Teatro Aberto
- 1988 - Zerlina - au Teatro da Trindade
- 1992 - Passa Por Mim no Rossio
- 1994 - O Caminho Para Meca
- 1994 - As Fúrias
- 1996 - As Troianas
- 1997 - A Maçon
- 2000 - Madame
- 2001 - Cinemascope (voz off)
- 2001 - A Casa do Lago
- 2006 - Miss Daisy
- 2007 - A Dúvida
- 2009 - O Ano do Pensamento Mágico
- 2011 - O Comboio da Madrugada
- 2011 - O Cerco a Leningrado
- 2021 - A Margem do Tempo